# جاه‌طلبی نوبوناگا
«جاه‌طلبی نوبوناگا» (انگلیسی: Nobunaga's Ambition) یک بازی ویدئویی در سبک استراتژی نوبتی (با تم جنگ‌های تاریخی) است که توسط شرکت بازی‌سازی کویی و برای پلت‌فرم‌های اکس‌باکس ۳۶۰، داس، آمیگا، سیستم سرگرمی نینتندو، سوپر نینتندو، ام‌اس‌ایکس، سگا مگا درایو، و توربوگراف‌اکس-۱۶ تولید و منتشر شده‌است.